# Борьба с осьминогом
Борьба с осьминогом — вид единоборства, при котором ныряльщик, схватившийся с осьминогом на небольшой глубине, должен вытащить его на поверхность. Был популярен в 60-х годах прошлого века в США.

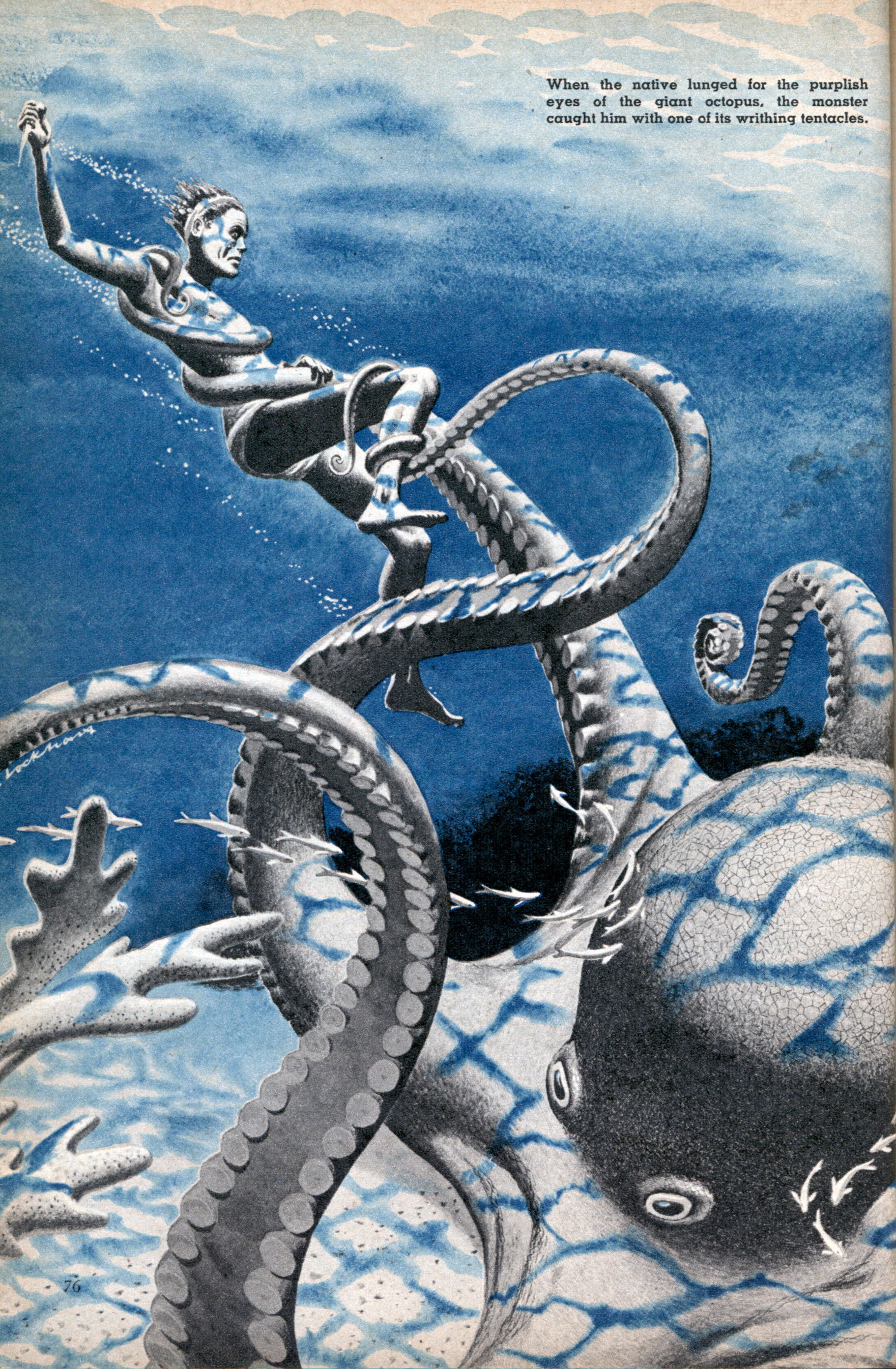
Изображение из статьи журнала Mechanix Illustrated 1949-го года

## История
Первое упоминание борьбы с осьминогом появилось в одном из выпусков американского журнала Mechanix Illustrated 1949-го года.
Наибольшей популярностью борьба пользовалась в прибрежных районах США в 1960-е годы. В то время проводились ежегодные чемпионаты (англ. World Octopus Wrestling Championships) в Пьюджет-Саунд (серии заливов в штате Вашингтон). Событие показывалось по телевидению и привлекло 5 тыс. зрителей. Награды получали ныряльщики или команды ныряльщиков, добывшие самое крупное животное. После соревнований осьминоги могли быть как употреблены в пищу, так и переданы в местный зоопарк либо возвращены в море.
В апреле 1963 года в мировом чемпионате по борьбе с осьминогом приняли участие 111 ныряльщиков. В день чемпионата было поймано 25 гигантских осьминогов, весом от 2 до 26 кг (от 4 до 57 фунтов).
Американский журналист и юморист Гари А. Смит в 1964 году написал в статье для журнала «True», вошедшую в сборник Low Man Rides Again (1973) о джентльмене по имени О’Рурк, которого он окрестил «отцом борьбы с осьминогом». Согласно информации, полученной Смитом от Идвала Джонса и от других источников О’Рурк и его партнёр в конце 1940-х годов развили бизнес по ловле осьминогов, в ходе которой О’Рурк выступал в роли живца. Партнёр вытаскивал О’Рурка из воды, после того как осьминог вокруг него обвивался (прицеплялся).

Он знал как переиграть, обойти и перехитрить осьминога. Уже много лет назад он полностью знал то, что только начинают учить сегодняшние борцы с осьминогами — невозможно для человека, обладающего всего двумя руками, захватить осьминога в полный нельсон и о тщетности захвата противника, обладающего восемью захватами.
Оригинальный текст (англ.)All this while O'Rourke was becoming perhaps the world's greatest authority on the thought processes and the personality of the octopus. He knew how to outmaneuver them, to outflank them, and to outthink them. He knew full well, many years ago, what today's octopus wrestlers are just beginning to learn—that it is impossible for a man with two arms to apply a full nelson on an octopus; he knew full well the futility of trying for a crotch hold on an opponent with eight crotches.    

Выпуск журнала «Time» 1965 года документирует растущую популярность борьбы с осьминогом:

Просто нырять уже более недостаточно, и такой спорт как борьба с осьминогом всё больше входит в моду, особенно на северо-западном побережье, где твари вырастают до 90 фунтов и могут быть чрезвычайно непокладистыми. Хотя есть некоторая техника в борьбе с осьминогом, настоящий спорт требует, чтобы ныряльщик обходился без искусственных дыхательных аппаратов.
Оригинальный текст (англ.)Merely to minnow about underwater is no longer enough, and such sports as octopus wrestling are coming increasingly into vogue, particularly in the Pacific Northwest, where the critters grow up to 90 lbs. and can be exceedingly tough customers. Although there are several accepted techniques for octopus wrestling, the really sporty way requires that the human diver go without artificial breathing apparatus.    

— 

## Настоящее время
В настоящее время борьба с осьминогами утратила былую популярность и чемпионаты больше не проводятся.